# Billy Kane
Pour les articles homonymes, voir Kane.
Billy Kane (ビリー・カーン, Birī Kān) est un personnage de jeu vidéo de la série Fatal Fury créé par SNK. Il fait sa première apparition dans le jeu de combat Fatal Fury: King of Fighters en tant que sous-boss du jeu, il apparait également dans la série de jeux The King of Fighters,,.
Dans la série Fatal Fury, Billy est le bras droit de Geese Howard, le seigneur du crime de Southtown. Billy se bat avec un grand bâton rouge. Geese le charge de battre Terry Bogard mais il perd contre lui avant que ce dernier ne batte Geese.
Dans The King of Fighters '95, Billy est envoyé par Geese pour qu'il fasse équipe avec Eiji Kisaragi, le ninja rival de Ryo Sakazaki et Iori Yagami, le rival de Kyo Kusanagi pour venger sa défaite. Mais dès leur échec, Iori se débarrasse violemment d'eux. Il revient dans The King of Fighters '97 où il collabore avec Blue Mary et Ryuji Yamazaki, cette même équipe revient dans The King of Fighters '98 et The King of Fighters 2002.
Dans The King of Fighters 2003, Gesse ordonne a Billy, Yamazaki et Gato d'infiltrer le tournoi dans le but de prendre le contrôle de Southown. Lors de la cinématique de fin, Gato abandonne Billy et Yamzaki qui se battent pour des raisons inconnues. Billy revient dans The King of Fighters XIII en tant que personnage exclusif pour les versions consoles. Dans The King of Fighters XIV, Billy fait équipe dans la « Team South Town » aux côtés de Geese Howard et de Hein.

## Apparitions dans les jeux
Fatal Fury
- Fatal Fury: King of Fighters
- Fatal Fury 2
- Fatal Fury Special
- Real Bout Fatal Fury
- Real Bout Fatal Fury Special
- Real Bout Fatal Fury 2: The Newcomers
- Fatal Fury: City of the Wolves

The King of Fighters
- The King of Fighters '95
- The King of Fighters '97
- The King of Fighters '98: The Slugfest
- The King of Fighters 2002
- The King of Fighters 2003
- The King of Fighters XIII
- The King of Fighters XIV
- The King of Fighters XV